# Filmværksted
Filmværksted er et populært begreb i Danmark for selvejende institutioner, der yder støtte til talenter, der ønsker at eksperimentere med filmens verden og få fodfæste i denne branche.
Der er i øjeblikket tre filmværksteder i Danmark, i henholdsvis Odense, Århus og København. 
Det er filmværkstedernes opgave at finde og udvikle talenter inden for filmbranchen, som kan være med til at fremme den danske filmscene.